# Geschiedenis van het rugby

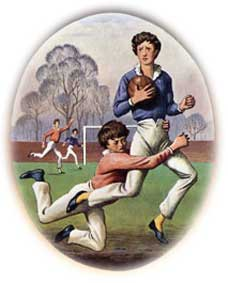

Volgens een bekende legende is rugby in 1823 begonnen toen William Webb Ellis, leerling van Rugby School in Engeland, tijdens een wedstrijd de bal oppakte en ermee naar de overkant van het veld rende. Onderzoek heeft uitgewezen dat dit naar alle waarschijnlijkheid geen historisch feit is, maar Webb Ellis wordt op zijn school nog steeds vereerd en de beker die aan de wereldkampioen wordt overhandigd, heet de Webb Ellis Cup.

## Het begin van de geschiedenis
Het met een groep achter een ovale-bal aanlopen, waarbij de tegenstander fysiek mag worden tegengehouden, stamt uit de middeleeuwen. Met name in Zuid-Frankrijk werden zomerspelen georganiseerd tussen dorpen waarbij een voorwerp, meestal een zak gevuld met hooi, op het marktplein van het andere dorp moest worden gebracht. Hierbij waren vrijwel geen regels behalve dat er geen gewonden mochten vallen. Na afloop werden er vaak ceremoniën gehouden en festivals. Begin negentiende eeuw werden dergelijke wedstrijden ook tussen (kost)scholen gehouden waarbij de regels voor de wedstrijd door de leerlingen werden afgesproken. De regels konden sterk verschillen, bijvoorbeeld of de bal gedragen mocht worden of alleen geschopt. Pas in 1845 werd een aantal regels op papier gezet door leerlingen van Rugby School. Na verloop van tijd ontstond een aantal zelfstandige "football clubs".

## Football versus voetbal
De sport won aan populariteit. In 1863 werd in Londen de Football Association opgericht. De doelstelling van deze bond was om duidelijke regels op te stellen voor de nog steeds vele varianten van "football". Tijdens de vijfde vergadering stelde een van de aangesloten clubs, Blackheath Rugby Club, dat lichamelijk contact en moed kenmerkend waren voor de sport en dus behouden moesten blijven. Toen Blackheath niet in staat bleek deze elementen in de spelregels te behouden, verliet de club de FA, samen met alle gelijkgezinde clubs. De overblijvende clubs legden de basis voor wat nu voetbal is.

## De eerste rugbybond

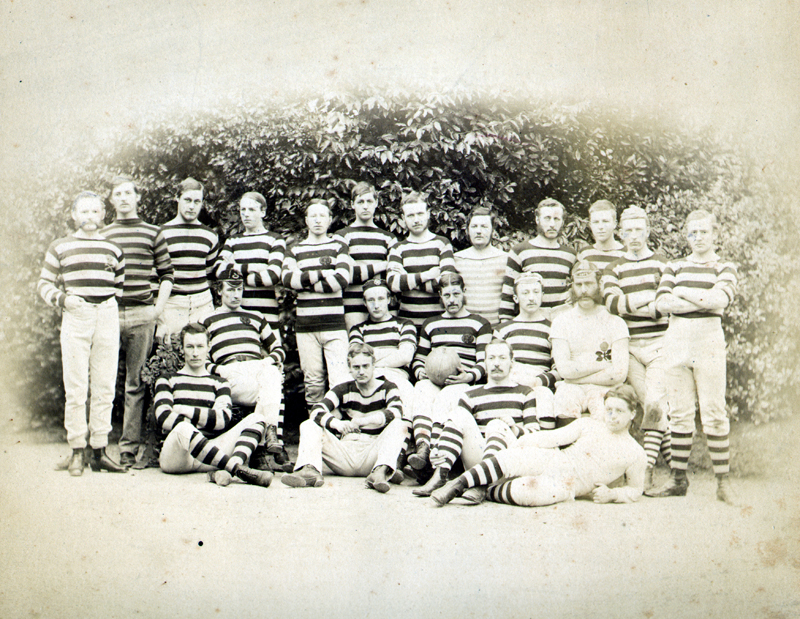
De ploeg van Clifton RFC in het seizoen 1874-75

Na de afscheiding van de FA waren er nog steeds geen eenduidige regels voor de sport die inmiddels Rugby Football werd genoemd. Op initiatief van Richmond Club werd in 1871 een vergadering van 22 clubs belegd, die resulteerde in de oprichting van de Rugby Football Union (RFU). De eerste "laws" werden opgesteld door drie advocaten die leerling geweest waren op Rugby School.

## International Rugby Football Board
In Engeland bestond nu duidelijkheid over de regels, maar internationaal was dit nog niet het geval. In 1884 ontstond een conflict tussen England en Schotland over de geldigheid van een try tijdens een interland. Engelands standpunt was dat de RFU nu eenmaal de regels maakte en dat deze ook internationaal golden. De emoties liepen hoog op en Ierland en Wales kozen de kant van Schotland. Om alle conflicten uit de wereld te helpen werd in 1886 de International Rugby Football Board (IRFB) opgericht en in 1890 besloot men de regelgeving onder te brengen bij deze bond.

## Het schisma tussen Union en League
Tot 1895 was rugby uitsluitend een amateursport. In het Zuiden van Engeland was dit geen probleem, omdat de sport voornamelijk werd beoefend door leden van de rijkere klassen, maar in het Noorden was de sport populair geworden onder arbeiders en mijnwerkers. Deze laatsten konden het zich niet veroorloven om een dagloon te missen als ze uitwedstrijden speelden. Er ontstond binnen de RFU een bitter conflict over de amateurstatus van de sport, waarbij het Zuiden zich onbuigzaam opstelde. Dit leidde in 1895 tot de oprichting in Huddersfield van de Northern Rugby Football Union. Al snel kreeg de sport in het Noorden een eigen publiek en een eigen cultuur en geleidelijk ook eigen regels. In 1922 werd de Rugby Football League opgericht. In landen als Engeland en Australië is Rugby League erg populair, maar de sport heeft nooit de populariteit van Rugby Union weten te behalen. Met de term rugby wordt dan ook meestal Rugby Union bedoeld.

## FIRA-AER
De amateurstatus van Rugby Union leidde ook tot problemen met Frankrijk. De Franse bond werd ervan beschuldigd het betalen van spelers toe te laten en werd in 1931 zelfs uitgesloten van internationale wedstrijden. Als reactie richtte Frankrijk in 1934 de Federation Internationale de Rugby Amateur (FIRA) op, die buiten de auspiciën van de IRB viel. In de jaren 90 van de 20e eeuw sloot deze bond zich aan bij de IRB en werd in 1999 de Europese bond FIRA - Association of European Rugby. Deze bond organiseert toernooien voor kleinere Europese rugbylanden en houdt toezicht op Europese kwalificatiewedstrijden voor het wereldkampioenschap.

## American football
American football, ook wel gridiron genoemd, is in de Verenigde Staten ontstaan in 1874 toen twee universiteiten problemen met de regels ondervonden, te vergelijken met de verschillen die in 1863 in Engeland bestonden. Het rugby ontwikkelde zich in een hoog tempo tot American football. Overigens hebben de VS en Canada nog steeds een groot aantal rugbyspelers. Ook Bill Clinton en George W. Bush hebben in hun studententijd de rugbysport beoefend.

## Canadian Football
In Canada heeft zich een vergelijkbare ontwikkeling voorgedaan als in de Verenigde Staten waaruit het Canadian football is ontstaan. Canadian football lijkt erg op American football, maar heeft toch een aantal significante andere spelregels.

## Zeslandentoernooi
De geschiedenis van het Zeslandentoernooi voor mannen begint in 1878. Vanaf dat jaar speelden Engeland en Schotland jaarlijks om de Calcutta Cup. In 1884 sloten de andere Home Nations Ierland en Wales zich aan. In 1910 werd Frankrijk toegelaten, waar rugby inmiddels erg populair was geworden. Tussen 1930 en 1939 werd het land echter weer uitgesloten, omdat de spelers betaald zouden worden. Het huidige Zeslandentoernooi ontstond in 2000, toen Italië werd uitgenodigd. In enkele jaargangen was het niet mogelijk alle wedstrijden te spelen, zodat er ook geen winnaar werd uitgeroepen. Tijdens de wereldoorlogen werd het toernooi niet georganiseerd.

## Vierlandentoernooi
In het Rugby League wordt sinds 2009 jaarlijks het vierlandentoernooi georganiseerd.

## Rugby Sevens
In 1883 ontstond de variant van Rugby Union met zeven spelers. In dat jaar hield de Schotse rugbyclub Melrose RFC een sportdag om geld in te zamelen. De lokale slager Ned Haig was de bedenker van Rugby Sevens. Door de sport met zeven spelers te spelen en de wedstrijdduur in te korten, kon op één dag een heel toernooi worden afgewerkt. De Melrose Sevens is nog steeds een jaarlijks gehouden toernooi. Al snel werd de sport populair in Schotland en verspreidde zich vervolgens over de hele wereld. Tegenwoordig bestaat er een internationaal toernooicircuit en wordt een zelfstandig wereldkampioenschap gehouden. Sinds 2016 wordt deze variant ook beoefend op de Olympische Spelen.

## Olympisch Rugby
Tussen 1900 en 1924 was Rugby Union een Olympische sport. Na een onderbreking van 92 jaar was rugby in 2016 weer een onderdeel van de Olympische Zomerspelen. De winnaars waren:
- 1900 – Frankrijk
- 1908 – Australazië
- 1920 – Verenigde Staten
- 1924 - Verenigde Staten
- 2016 - Fiji (mannen)
- 2016 - Australië (vrouwen)

Tijdens het Rugby op de Olympische Zomerspelen 1924 was de finale een zeer vuige en harde wedstrijd en ontstonden problemen met het publiek (met name het Amerikaans rugbyteam werd rondom de wedstrijden onheus bejegend door het Franse publiek). Hierdoor werd besloten om rugby af te voeren van de Olympische agenda.
Rugby bleef internationaal een grote sport en in 2016 is Rugby Sevens weer Olympisch geworden. Fiji won in Rio de Janeiro de gouden medaille door Groot-Brittannië te verslaan in de finale.

## Wereldkampioenschap rugby league
Sinds 1954 vindt het wereldkampioenschap rugby league

## Wereldkampioenschap Rugby Union
Op initiatief van Australië en Nieuw-Zeeland werd in 1987 het eerste wereldkampioenschap Rugby Union georganiseerd in Nieuw-Zeeland. Het toernooi is daarna om de vier jaar gehouden. Aan de aanvoerder van het winnende land wordt de William Webb Ellis-trofee overhandigd. De winnaars waren achtereenvolgens:
- 1987 - Nieuw-Zeeland
- 1991 - Australië
- 1995 - Zuid-Afrika
- 1999 - Australië
- 2003 - Engeland
- 2007 - Zuid-Afrika
- 2011 - Nieuw-Zeeland
- 2015 - Nieuw-Zeeland
- 2019 - Zuid-Afrika
- 2023 - Zuid-Afrika

Het eerste officiële wereldkampioenschap voor vrouwen werd in 1998 georganiseerd in het rugbycentrum in Amsterdam.

## Tri Nations Series
Sinds 1932 streden Australië en Nieuw-Zeeland jaarlijks om de Bledisloe Cup. In 1996 voegde Zuid-Afrika zich bij deze landen, waardoor de Tri Nations Series ontstond. In 2012 voegde Argentinië zich ook bij de landen en ging het toernooi verder onder een nieuwe naam: The Rugby Championship.

## Rugby in Nederland
De eerste rugbyclub in Nederland was HFC uit Haarlem, opgericht in 1879 door Pim Mulier. De club koos vier jaar later echter voor voetbal. Aan het begin van de 20e eeuw werden in Nederland door met name buitenlandse studenten diverse rugbywedstrijden georganiseerd, zoals in 1910 in Amsterdam tussen de Edinburgh Rugbyclub en het Holland-Afrikaans rugbyteam. Ook leidde de Eerste Wereldoorlog door de internering van onder andere Engelse soldaten tot (onderlinge) rugbywedstrijden zoals in 1918 in Amsterdam.
In 1918 werd de Delftsche Studenten Rugby-Club opgericht (nu de oudste rugbyclub van Nederland), binnen een paar jaar gevolgd door studentenclubs in Amsterdam en Groningen. In 1920 werd de Nederlandse Rugby Bond opgericht. Dit leidde tot diverse wedstrijden tegen buitenlandse teams zoals in 1921 tussen de Amsterdamse en Heidelbergse Studenten. De sport raakte echter in financiële problemen en in 1923 werd de rugbybond weer opgeheven. In deze jaren bleef de DSR-C de rugbysport levend houden met wedstrijden tegen Heidelberg (Duitsland) en andere buitenlandse teams. Ook werden er door Delft veel oefenwedstrijden gespeeld tegen en in andere steden. In deze tijd werd weer een aantal clubs geformeerd (Eindhoven, Hilversum, Amsterdam]) en in 1932 werd op initiatief van DSR-C, Hilversum en Amsterdam de eerste interland tegen Duitsland gespeeld. De Nederlandse Rugby Bond maakte daarna onder leiding van Henri van Booven een doorstart en groeide langzaam maar zeker. Inmiddels is de bond gevestigd in het Nationaal Rugby Centrum Amsterdam.
Begin jaren 70 neemt het rugby buiten de Randstad een vlucht. In een periode van 5 jaar worden tientallen rugbyclubs opgericht zoals Rugbyclub Wageningen, Bredase Rugby Club, The Dukes (rugbyclub), RC Den Helder, maar er ontstaan ook rugbyclubs in Dwingeloo, Deventer en Almelo, en de Eerste Limburgse Rugbyclub ELRC Grasshoppers te Beek. 
In Nederland wordt rugby niet alleen door heren gespeeld maar sinds 1975 ook door dames. Tijdens het eerste lustrum van rugbyclub Wageningen werd een wedstrijd georganiseerd voor de vrouwelijke aanhang. Tegen een eveneens uit vriendinnen van spelers bestaand team uit Eindhoven werd de eerste dameswedstrijd op Nederlandse bodem gespeeld.
De eerste damesrugby interland werd op 13 juni 1982 op Sportpark Strijland bij de Utrechtse Rugby Club gespeeld tussen Nederland en Frankrijk.